# غريغوريو كونرادو ألفاريز
غريغوريو كونرادو ألفاريز (بالإسبانية: Gregorio Conrado Álvarez)‏ (26 نوفمبر 1925 - 28 ديسمبر 2016)، سياسي، وقائد عسكري من الأوروغواي. كان رئيس الأوروغواي بالفترة ما بين (1981 - 1985).